# Österreichische Brown, Boveri Werke

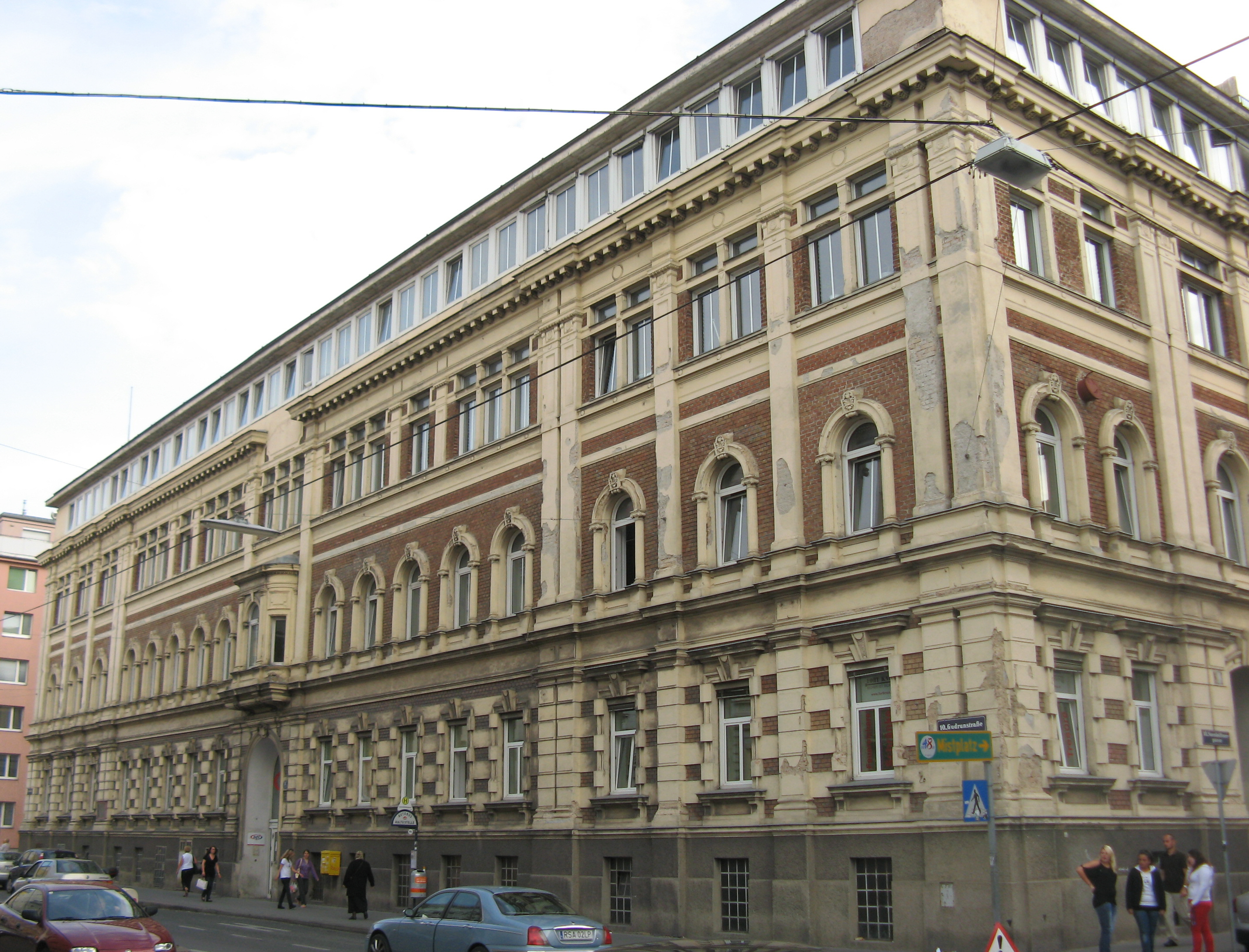
Ehemalige Brown Boveri-Werke in der Gudrunstraße 187, Wien 10, 2015 abgerissen

Die Österreichischen Brown, Boveri Werke waren ein österreichisches Elektrotechnik-Unternehmen, das schließlich im Schweizer Konzern Brown, Boveri & Cie. aufging. Ihr Nachfolger sind die Traktionssysteme Austria TSA.

## Geschichte

### Entstehung
Im Jahr 1862 gründete der in Ofen geborene Schlosser Béla Egger in Wien die Mechanische Werkstätte und Telegraphenbauanstalt B. Egger. Erst zwanzig Jahre später wandelte er sie mithilfe seiner Brüder in die Erste österreichische Fabrik für elektrische Beleuchtung und Kraftübertragung B. Egger & Co. um. Auch in Budapest errichtete er ein zweites Werk, in dem er Schwach- und Starkstromgeräte erzeugte. Bald folgte dort eine weitere Erzeugungsstätte für Glühlampen.
Im Jahr 1896 wurden alle drei Werke  in die neugegründete Vereinigte Elektrizitäts AG vorm. B. Egger & Co. eingebracht. Die Firma Egger war zwar noch im Verwaltungsrat vertreten, neuer Haupteigentümer die Niederösterreichische Escompte-Gesellschaft. Im Jahr 1899 wurden die ungarischen und die österreichischen Werke getrennt. Während das Wiener Werk von der Niederösterreichischen Escompte-Bank und der Pester ungarischen Commerzialbank als Vereinigte Elektrizitäts AG geführt wurde, wurden die ungarischen Werke als Vereinigte Glühlampen- und Elektrizitäts AG als Tochterunternehmen weitergeführt. Im Jahr 1907 spaltete sich in Budapest die Starkstromabteilung als Vereinigte Elektrizitäts- und Maschinenfabriks AG ab. Die Glühlampenerzeugung wurde später das Stammhaus des späteren Tungsram-Konzerns.
Die Schweizer Elektrotechnikfirma Brown, Boveri & Cie. wollte ursprünglich eine Fabrik in Österreich bauen, beteiligte sich aber schließlich im Jahr 1910 an der schon bestehenden Vereinigten Elektrizitäts AG. Dieses Unternehmen firmierte ab 1. Juli 1910 als Österreichische Brown, Boveri Werke, an denen die Vereinigten Elektrizitäts AG mit 45 % beteiligt war. Den Rest der Aktien teilte sich das Schweizer Stammhaus und die Niederösterreichische Escomptegesellschaft. Walter Boveri wurde erster Vizepräsident und Sidney Brown Mitglied des Verwaltungsrates, obwohl die beiden nur den kleineren Anteil der Aktien besaßen.
In Cisleithanien wurden acht Ingenieurbüros eingerichtet, in denen die mit der Schweiz gemeinsam hergestellten Produkte verkauft wurden. In Bukarest wurde ein gemeinsames Büro mit der italienischen BBC errichtet. Auch mehrere Elektrizitätswerke gehörten den Österreichischen Brown, Boveri Werken, deren Belegschaft im Jahr 1913 ca. 600 Mitarbeiter umfasste.

### Erster Weltkrieg und Zwischenkriegszeit
Im Jahr 1917 übernahm das Schweizer Stammhaus sämtliche Aktien des österreichischen Unternehmens. Auch bei der in Budapest bestehenden Vereinigten Elektrizitäts- und Maschinenfabriks AG übernahm die Schweiz alle Aktien. Nach dem Ersten Weltkrieg wurde der ungarische Zweig in eine nationale BBC Gesellschaft umgewandelt, an der die Österreicher mit 80 % beteiligt blieben.
Weitere Tochterunternehmen wurden in den 1920er Jahren in Jugoslawien, Rumänien, Polen und der Tschechoslowakei gegründet. In Österreich selbst wurden die zunächst vorhandenen Niederlassungen in den Landeshauptstädten auf Linz, Graz und Innsbruck beschränkt. Die Mitarbeiterzahlen fielen auf Grund der Weltwirtschaftskrise vorerst auf 350, stiegen aber bis 1937 auf etwa 700 an.
Die Österreichische BBC gelangten im Laufe des Ersten Weltkrieges in den Einflussbereich von Daimler und dann in den Castiglioni-Konzern. Im Jahr 1936 waren die wichtigsten Aktionäre sowohl die Niederösterreichische Escomptegesellschaft und das Schweizer Stammhaus. Auch die Familie Egger dürfte noch ein kleines Paket an Aktien besessen haben. Die Escomptegesellschaft wurde selbst in Österreichische Investbank AG umbenannt und gehörte in der Zwischenzeit zur ÖNB.

### Anschluss und Besatzungszeit
Nach dem Anschluss im Jahr 1938 ging die Aktienmehrheit jedoch an die deutsche BBC-Tochter in Mannheim. Die Mitarbeiterzahl stieg auf über 2.000. Nach dem Weltkrieg gingen diese Aktien weiter an das Schweizer Mutterunternehmen. Das Wiener Werk, welches zerstört und demontiert wurde, kam als Deutsches Eigentum unter die Verwaltung der sowjetischen USIA. Die Sowjets lieferten jedoch einen Großteil der Produktion an die BBC selbst.
Durch die Unsicherheit des Werkes in Wien gründete das Stammhaus die Neue Österreichische Brown-Boveri AG mit Sitz in Innsbruck, die ein neues Produktionswerk in Steyr baute.

### Neuaufbau und Ende der Österreichischen BBC

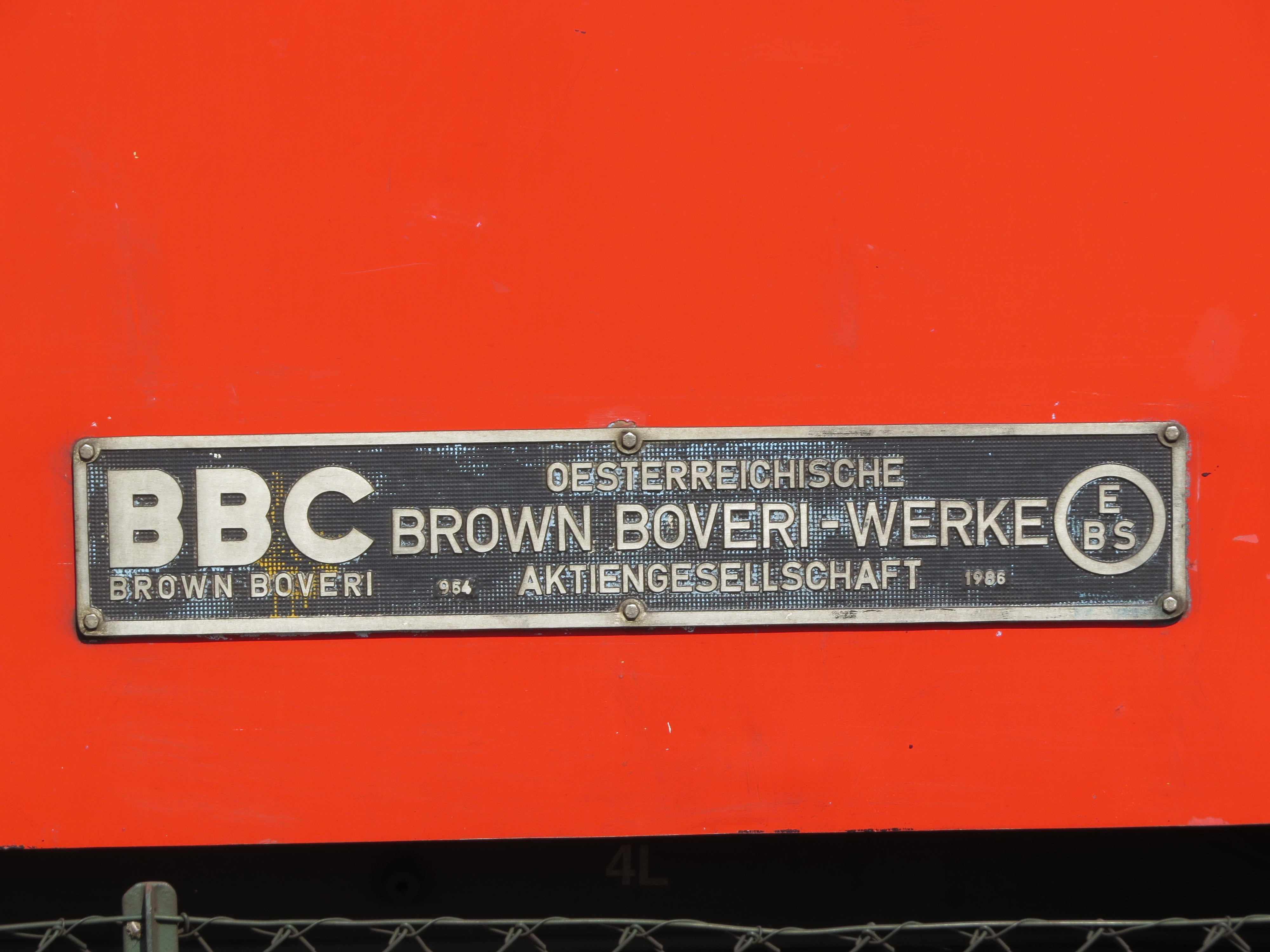
Firmenschild an einem Triebwagen ÖBB 4020

Nach dem Staatsvertrag fusionierten die beiden Unternehmen im Jahr 1956 und verlagerten 1960 die Produktion von Wien und Steyr in ein neues Werk in Wiener Neudorf. In Neutal im Burgenland wurde 1972 ein Schalttafelwerk errichtet. In Steyr wurde der Bereich Leitungsbau weitergeführt. In der Österreichischen BBC waren in den 1970er Jahren etwa 2.700 Mitarbeiter beschäftigt. In den meisten Landeshauptstädten entstanden Niederlassungen mit Verkauf und Ingenieurbüros. Die ehemaligen Zweigstellen in Ost- und Mitteleuropa wurden alle verstaatlicht.
Im Zuge der Fusion des Schweizer Stammhauses im Jahr 1988 mit der schwedischen Allmänna Svenska Elektriska Aktiebolaget (ASEA) ging auch die Österreichische BBC schließlich in der Asea Brown Boveri (ABB) auf. Der Schalttafelbau in Neutal wurde von ABB bald verkauft und firmierte unter SAM (Schaltanlagen und Metallbau).
Als ABB sich von der Sparte Verkehrstechnik trennte, übernahm diesen Bereich die heutige Traktionssysteme Austria, die Bestandteil der Trasys Beteiligungs- und Management GmbH ist. Standort der TSA ist das ehemalige BBC Werk in Wiener Neudorf.
Im Jänner 2015 wurde mit dem Abbruch des historisch bedeutsamen Gebäudes der ehemaligen Österreichischen BBC in der Wiener Gudrunstraße begonnen.

## Produkte
Produktionsbereiche der Österreichischen BBC waren sowohl Energietechnik als auch in der Verkehrstechnik, beispielsweise in der Herstellung von Kraftwerken oder elektrischen Ausrüstungen von Schienenfahrzeugen. Beispielsweise fuhren die Elektrolokomotiven der Reihe 1100 (Österreichisches Krokodil), ÖBB 1110, 1044 und die Triebwagen der Reihe 4020 mit Ausrüstung der Österreichischen BBC.